# Wiera Dujunowa
Wiera Iłłarionowna Dujunowa z domu Gałuszka (ros. Вера Илларионовна Дуюнова, z domu Галушка, ur. 11 kwietnia 1945 w Krasnodarze, zm. 2 marca 2012 w Taszkencie) – radziecka siatkarka. Dwukrotna medalistka olimpijska.

## Kariera
W reprezentacji Związku Radzieckiego grała od roku 1968 do 1974. Oprócz dwóch medali igrzysk olimpijskich – złota zarówno w 1968, jak i w 1972 – sięgnęła po złoto (1970) i srebro (1974) mistrzostw świata. W rozgrywkach krajowych grała zespole z rodzinnego miasta, a następnie w Taszkencie.
W kwietniu 2014 odbył się turniej upamiętniający Dujunową.